# Hesperapis leucura
Hesperapis leucura är en biart som beskrevs av Cockerell 1916. Hesperapis leucura ingår i släktet Hesperapis och familjen sommarbin. Inga underarter finns listade i Catalogue of Life.